# Handball-Ostzonenmeisterschaft 1948
Die Handball-Ostzonenmeisterschaft 1948 wurde nur für den Männerbereich  im Feldhandball ausgetragen und führte zur Ermittlung des Ostzonen-Meisters.

## Meisterschaftsverlauf
Zur Ermittlung des Ostzonenmeisters trafen die beteiligten Mannschaften aus Brandenburg (BB), Mecklenburg (MB), Sachsen (SN) und Sachsen-Anhalt (SA) zunächst in der Halbfinalrunde aufeinander.  Dabei kam es am 27. Juni 1948 zu folgenden Begegnungen:
- SG Rostock-West (MB) – SG Luckenwalde-Süd (BB) 12:9 (7:4)
- ZSG Schuhmetro Weißenfels (SA) –  SG Leipzig-Eutritzsch (SN) 11:7 (4:2)

## Endspiel
Das Endspiel um die Ostzonenmeisterschaft im Feldhandball der Männer fand mit den Halbfinalsiegern am 4. Juni 1948 bei einer Doppelveranstaltung mit dem Fußball-Endspiel im Leipziger Probstheidaer Stadion vor 40.000 Zuschauern statt.
| ZSG Schuhmetro Weißenfels – SG Rostock-West 12:7 (3:3) |
| Weißenfels: Wiebicke (Tor) – Agsten, Horack, Petersohn (1), Hoffmann, Reinsperger, Erich Marhold (2), Michael (2), Liebert, Herbert Wettwer (7), Zimmermann – Trainer: Kurt Näther Rostock: Günter Quednau (Tor) – Heinz Flach, Otto Rachow, Brandt, Gossel, Paul-Friedrich Reder, Winter, Günter Mundt, Salchow, Manfred Schuldt, Willi Arft Torfolge: 1:3, 3:3 – 12:7 |